# Chapelle du Sacré-Cœur d'Aiguilles
La chapelle du Sacré-Cœur  est une chapelle du diocèse de Gap et d'Embrun située à Aiguilles, dans les Hautes-Alpes.

## Histoire et architecture
La chapelle, vraisemblablement une chapelle de confrérie de pénitents à ses débuts, est contigüe à l'église paroissiale.